# 反間計
反間計，也稱離間計，是三十六計之三十三計，利用間諜傳播假情報讓自己的敵人之間互相猜疑而坐收其利。

## 淺釋
利用敵諜施展反間計的辦法千變萬化，概括起來，大致有兩種：一、用厚禮重賄去收買他，反為我用。二、是詐傻扮懵，故意提供他假情報，使他間接為我服務。

### 註解
- 《孫子兵法》按造間諜的類型，總結出五種使用間諜的手法，分別為：因間、內間、反間、死間、生間；收買或利用敵方派來的間諜為我所用叫「反間」。
- 杜牧在《十一家註孫子》中解釋反間：「敵有間來窺我，我必先知之，或厚賂誘之，反為我用；或佯為不覺，以示偽情而縱之，則敵人之間反為我用也。」

## 原文
疑中之疑。比之自內，不自失也。

### 譯文
在欺騙敵人的手段中，又布置一層「迷霧」，順勢利用敵壘內的間諜輔助我工作，就可以有效地保全自己，爭取勝利。

## 歷史上出現過的例子
從有人類以來，此計便不斷地出現在歷史記載上，許多名臣、名將等都因此蒙上不白之冤。以下是根據二十四史因中了反間計而受害的人物名單：
- 戰國時期：

李牧、廉頗、樂毅
- 秦漢之間：

范增、馬超
- 魏晉南北朝：

王僧辯、慕容垂（金刀计）
- 明朝：

袁崇煥（是否真因此遇害學界無共識）